# Idlewild (Everything but the Girl)
Idlewild è il quarto album in studio del gruppo musicale britannico Everything but the Girl, pubblicato nel 1988.

## Tracce
1. I Don't Want to Talk About It – 4:17
2. Love Is Here Where I Live – 3:55
3. These Early Days – 3:50
4. I Always Was Your Girl – 4:00
5. Oxford Street – 3:21
6. The Night I Heard Caruso Sing – 2:55
7. Goodbye Sunday – 4:00
8. Shadow on a Harvest Moon – 3:38
9. Blue Moon Rose – 3:37
10. Tears All Over Town – 4:35
11. Lonesome for a Place I Know – 4:02
12. Apron Strings – 3:07

## Formazione
- Tracey Thorn – voce
- Ben Watt – chitarra, voce
- Ian Fraser – sassofono
- Steve Pearce – basso
- Damon Butcher – piano, sintetizzatore
- James McMillan – tromba
- Chucho Merchán – basso
- Peter King – sassofono